# Sean Lovemore
Sean Lovemore (8 de junio de 1992 en Auckland) es un futbolista neozelandés que juega como delantero en el Eastern Suburbs.

## Carrera
Lovemore debutó en el Waitakere United en 2011, aunque llevaba solamente 8 partidos disputados, el Wellington Phoenix, único equipo neozelandés en la A-League australiana, decidió adquirirlo a préstamo. Sin embargo, solo jugó un partido y volvió rápidamente al Waitakere. En 2012 fue contratado por el Hawke's Bay United, con el que consiguió clasificar dos veces a los playoffs, aunque nunca pudo alcanzar la final. En 2014 el Auckland City lo contrató para reforzar su plantel frente a la Liga de Campeones de la OFC. Luego de ganar el torneo con el club de Auckland, volvió al Hawke's. Tras obtener el subcampeonato en la ASB Premiership 2014-15, volvió a ser contratado por el Waitakere. En 2016 pasó al Eastern Suburbs

### Clubes
| Club                            | País          | Año             |
| ------------------------------- | ------------- | --------------- |
| Waitakere United                | Nueva Zelanda | 2010 - 2012     |
| Wellington Phoenix (a préstamo) | Nueva Zelanda | 2011            |
| Hawke's Bay United              | Nueva Zelanda | 2012 - 2014     |
| Auckland City Football Club     | Nueva Zelanda | 2014            |
| Hawke's Bay United              | Nueva Zelanda | 2014 - 2015     |
| Waitakere United                | Nueva Zelanda | 2015 - 2016     |
| Eastern Suburbs                 | Nueva Zelanda | 2016 - Presente |

### Selección nacional
Viajó a Colombia para representar a la selección Sub-20 de Nueva Zelanda en la Copa Mundial de Fútbol Sub-20 de 2011. Jugó solamente los dos primeros partidos de la fase de grupos, ingresando en ambos desde el banco de suplentes.
Con la escuadra Sub-23 ganó el Torneo Preolímpico de la OFC 2012.

## Palmarés
| Título                | Club             | País          | Año  |
| --------------------- | ---------------- | ------------- | ---- |
| Campeonato Sub-20 OFC | Selección Sub-20 | Nueva Zelanda | 2011 |
| Preolímpico de la OFC | Selección Sub-23 | Nueva Zelanda | 2012 |
| Liga de Campeones     | Auckland City    | Nueva Zelanda | 2014 |